# Moskát Anita
Moskát Anita (1989 –) magyar biológus, háromszoros Zsoldos Péter-díjas író, aki leginkább a fantasztikus irodalom témájában alkot.

## Élete és pályafutása
Moskát Anita 1989-ben született. Biológusként végzett, korábban pedig szerkesztőként dolgozott Budapesten, az SFmag.hu cikkírója és egyik szerkesztője. Tíz éve ír, 2007 óta a Delta Műhely (későbbi Írókör) tagja. Novellái magazinokban, többek közt a Galaktikában jelentek meg, 2009-ben elnyerte a Preyer Hugó-díjat. Nemcsak a fantasztikum érdekli, gyerekek számára is írt ismeretterjesztő könyvet. A Bábel fiai az első regénye, 2014-ben jelent meg a Gabo Kiadó SFF sorozatában. Második regénye Horgonyhely címmel 2015-ben jelent meg a Gabo Kiadó gondozásában.

## Könyvei
- Erdőlakók (társszerzők: Bencsik Antal, Majoros Nóra, Miklya Zsolt; Abrakadabra, 2013)
- Bábel fiai (regény, Gabo, 2014)
- Horgonyhely (regény, Gabo, 2015)
- Irha és bőr (regény, Gabo, 2019)[4] – Zsoldos Péter-díj (2020)[5]
- A hazugság tézisei; Gabo, Bp., 2022

## Novellái
- Talentum (Új Galaxis 16., 2010, szerk. Antal József)[6]
- Kelj fel és járj (Galaktika 254., 2011, szerk. Burger István)[7]
- Megnemszületettek városa (10 antológia, Ad Astra, 2012, szerk. Kleinheincz Csilla, és Galaktika 288., 2014)[8]
- A szíve felett (Könyvesblog, 2016)[9]
- Hazatérés (Prae 2017/2.)[10]
- Hattyú (Könyves Magazin 2017/3.)[11]
- Gumicukorszív (2050 antológia, Móra, 2018, szerk. Sirokai Mátyás)[12]
- Rügyeid (Utópia 501 többnyelvű antológia, Petőfi Irodalmi Múzeum, 2018, szerk. Turi Márton)[13]
- A mesterhazugság (Az év magyar science-fiction és fantasynovellái 2018 antológia, Gabo, 2018, szerk. Kleinheincz Csilla és Roboz Gábor)[14]

### Idegen nyelven
- MOSKÁTOVÁ, Anita: Pupeny In.: Utópia 501, Petőfi Irodalmi Múzeum, 2018, ed. Márton Turi, pp. 95-98. Ford. Jiří Zeman. ISBN 978-615-5517-30-3[15]
- MOSKÁTOVÁ, Anita: Kotviště.[16] Ford. Veronika Erdélyiová. První vydání. Brno: Host, 2024. ISBN 978-80-275-2140-1

## Díjai
- Preyer Hugó-díj (2009)
- Zsoldos Péter-díj az Irha és bőr című regényéért (2020)
- 2023. április 20-án az Ellenpont fesztiválon a Fekete monitor  című novellájáért Zsoldos Péter-díjat kapott.[17]
- Gyulladáspont című novellájáért 2025. április 22-én Zsoldos Péter-díjat kapott.[18]